# یاکی‌سوبا پان
یاکی‌سوبا پان (به ژاپنی: やきそばパン Yakisobapan)، یکی از انواع نان در کشور ژاپن است. در این نوع نان یاکی سوبا در داخل یک نان هات‌داگ قرار داده می‌شود. این نوع نان از انواع غذای مکمل نانی است. به همراه یاکی سوبا ممکن است به عنوان چاشنی از بنی شوگا، مایونز، آئونوری (نوعی جلبک به صورت پودر درآمده)، جعفری نیز استفاده شود. برای جلوگیری از خیس شدن نان ممکن است به داخل نان کره یا مارگارین مالیده شود و  در تهیه یاکی سوبا نیز از آب کمتری نسبت به یاکی سوبای معمولی استفاده می‌شود. 